# Гарсия, Каликсто
Каликсто Гарсиа-и-Иньигес (исп. Calixto García e Iñiguez) — кубинский генерал, один из видных деятелей борьбы за независимость Кубы от Испании, участник Десятилетней войны, Малой войны и Войны за независимость Кубы (1895), переросшей в Испано-американскую войну.

## Биография
Гарсиа родился в городе Ольгин, в семье кубинских креолов, фамилия его матери Иньигес, указывает на происхождение от Иньиго Ариста, короля Басков, чьи отряды назывались демонами в Песне о Роланде. Он был внуком Каликсто Гарсиа де Луна-и-Искердо (исп. Calixto Garcia de Luna e Izquierdo), который сражался в битве при Карабобо в нынешней Венесуэле. Гарсиа был высокий, сильный и образованный мужчина и, как подобало высокопоставленным особам того времени, помимо того что он был женат, у него было большое число любовниц от которых он имел несколько незаконнорождённых детей. Многие его сыновья, и среди них Карлос Гарсиа Велес и Каликсто Энаморадо, воевали в его армии.
В октябре 1868 года Гарсиа вступил в кубинскую Освободительную армию и руководил военными операциями в провинции Орьенте. В сентябре 1874 попал в плен. В попытке избежать пленения выстрелил себе под подбородок из пистолета .45 калибра, но остался в живых — пуля вышла через лоб. Рана, оставив большой шрам, напоминала о себе головными болями в течение всей его жизни. Гарсиа был выслан в Испанию, затем он предпринял поездки в Париж и Нью-Йорк. После Санхонского мира вернулся на родину в 1880 году и присоединился к Антонио Масео во время Малой войны, по окончании которой снова был выслан. Гарсиа сумел бежать из Испании и в 1896 году прибыл в провинцию Орьенте. Во время Войны за независимость Кубы 1895 года был заместителем главнокомандующего Освободительной армией и одержал ряд крупных побед.

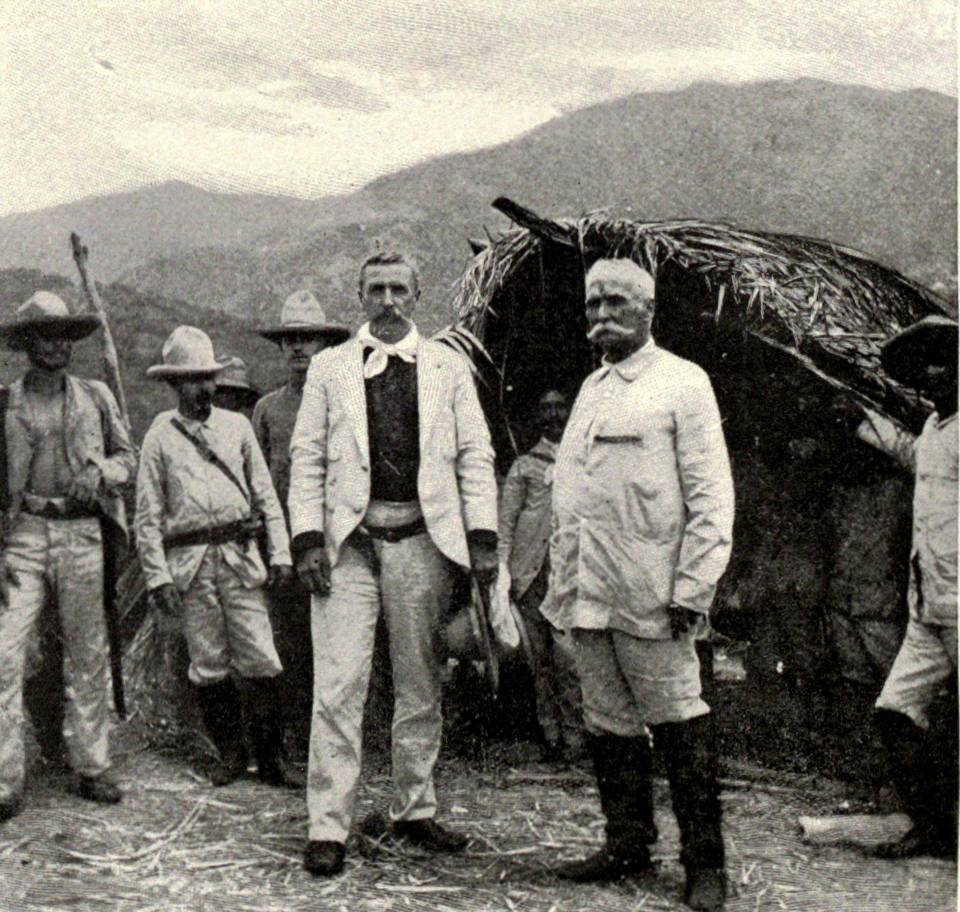
Гарсиа (слева) с американским бригадным генералом Вильямом Ладлау (William Ludlow) во время высадки американских войск на Кубе

Во время начавшейся Испано-американской войны Гарсиа помог американцам высадиться на Кубе, подготовив плацдармы для высадки около Сантьяго. Его войска оказывали эффективную поддержку американским морским пехотинцам у Гуантанамо, которые, находясь вне зоны огневой поддержки со стороны военного корабля USS Marblehead, испытывали трудности ввиду использования испанцами партизанской (guerrilla) тактики. Хотя Гарсия помогал американским войскам в их боевых действиях, те отказались пустить его в Сантьяго де Куба после того как испанцы сдались.
По окончании испано-американской войны и оккупации Кубы американцами, Гарсиа, в декабре 1898 года, выехал в США во главе делегации для выяснения вопроса о судьбе Освободительной армии. Умер от пневмонии в возрасте 59 лет, не дождавшись приёма президента. Был временно похоронен на Арлингтонском национальном кладбище в США. Впоследствии его тело на военном корабле USS Nashville (PG-7) было перевезено на Кубу для перезахоронения.